# Jack Carson
Jack Carson (Carman, 27 oktober 1910 - Encino (Los Angeles), 2 januari 1963) was een Canadees acteur.

## Biografie
Carson werd geboren in Canada. Op jonge leeftijd verhuisde hij naar de Verenigde Staten. In 1937 begon hij zijn filmcarrière. In 1938 had hij een kleine rol naast Cary Grant en Katharine Hepburn in Bringing Up Baby. Hoofdrollen speelde hij in Mr. & Mrs. Smith (1941) naast Carole Lombard en Robert Montgomery, in Mildred Pierce (1945) naast Joan Crawford en in A Star Is Born (1954) naast Judy Garland.
Carson was driemaal gehuwd waarvan zeven jaar met actrice Lola Albright. Met haar had hij geen kinderen. Carson overleed op 52-jarige leeftijd, op dezelfde dag als acteur Dick Powell.

## Beknopte filmografie
- 1938 - Bringing Up Baby (Howard Hawks)
- 1938 - Vivacious Lady (George Stevens)
- 1939 - Destry Rides Again (George Marshall)
- 1940 - I Take This Woman (W.S. Van Dyke)
- 1941 - Mr. & Mrs. Smith (Alfred Hitchcock)
- 1941 - The Strawberry Blonde (Raoul Walsh)
- 1941 - The Bride Came C.O.D. (William Keighley)
- 1942 - Gentleman Jim (Raoul Walsh)
- 1944 - Arsenic and Old Lace (Frank Capra)
- 1945 - Mildred Pierce (Michael Curtiz)
- 1945 - Roughly Speaking (Michael Curtiz)
- 1949 - My Dream Is Yours (Michael Curtiz)
- 1950 - Bright Leaf (Michael Curtiz)
- 1950 - The Good Humor Man (Lloyd Bacon)
- 1954 - Phffft (Mark Robson)
- 1954 - A Star Is Born (George Cukor)
- 1957 - The Tarnished Angels (Douglas Sirk)
- 1958 - Cat on a Hot Tin Roof (Richard Brooks)

- Biblioteca Nacional de España: XX1166609
- Bibliothèque nationale de France: cb13892209z (data)
- Gemeinsame Normdatei: 133370887
- International Standard Name Identifier: 0000 0000 5932 4852
- Library of Congress Control Number: no90021194
- Nationale Bibliotheek van Tsjechië: xx0151899
- Nationale Bibliotheek van Israël: 987007446806805171
- Istituto Centrale per il Catalogo Unico: DDSV075551
- SNAC: w67s80rt
- Système universitaire de documentation: 055738834
- Virtual International Authority File: 66651226
- WorldCat: E39PBJptXB648f3W9b3hp6TWDq